# Георги Георгиев (контраадмирал)
Вижте пояснителната страница за други личности с името Георги Георгиев.
Георги Ангелов Георгиев е български офицер, контраадмирал (генерал-майор).

## Биография
Роден е на 17 август 1956 г. в Айтос. През 1974 г. завършва СПТУ по електротехника, телевизионна техника. Завършва Висшето военноморско училище „Никола Вапцаров“ през 1979 г. със специалност „корабоводене“. Службата си започва като командир на БЧ-2, той и началник на РТС на катер в 10-а бригада торпедни катери – ВМФ, помощник-командир, той и командир БЧ І, ІV на катер в 10-и отделен дивизион торпедни катери в 10-а бригада торпедни катери на Военноморския флот.
През 1988 г. завършва Командно-щабен факултет на Военноморската академия в СССР. В отделни периоди е командир на ракетен катер в 10-а бригада торпедни катери – ВМФ, командир на звено, той и командир на ракетен катер в 10-а бригада торпедни катери – ВМФ, началник-щаб на 11-и отделен дивизион ракетни катери и торпедни катери в 10-а бригада ракетни и торпедни катери – ВМФ, началник на щаб на 10-и отделен дивизион ракетни катери в 10-а бригада ракетни и торпедни катери – ВМФ, командир на 10-и отделен дивизион ракетни катери в 10-а бригада ракетни и торпедни катери – ВМФ, заместник-началник на щаб, той и началник на отделение „Оперативно-бойна подготовка“ в 10-а бригада леки сили, началник на щаб в 10-а бригада леки сили, командир на бригада леки сили в 10-а бригада леки сили.
Служил е като командир на командир на втора брегова ракетна бригада. На 25 април 2003 г. е назначен за командир на Военноморската база – Варна и удостоен с висше военно звание бригаден адмирал. На 4 май 2006г. е преназначен за командир на Военноморска база – Варна. На 25 април 2006 г. е назначен за помощник-началник на щаба на Военноморските сили по подготовката, считано от 1 юни 2006 г.На 26 април 2007 г. е освободен от длъжността помощник-началник на щаба на Военноморските сили по подготовката, назначен за началник на щаба на Военноморските сили и удостоен с висше офицерско звание контраадмирал. На 1 юли 2009 г. е освободен от длъжността началник на Щаба на Военноморските сили и назначен за заместник-командващ на Съвместното оперативно командване. На 16 октомври 2009 г. е освободен от длъжността заместник-командващ на Съвместното оперативно командване и назначен за национален военен представител в Националното военно представителство в Съюзното командване по операциите на НАТО в Монс, Белгия.
На 21 ноември 2012 г. контраадмирал Георги Георгиев е освободен от длъжността национален военен представител в Националното военно представителство в Съюзното командване по операциите на НАТО в Монс, Белгия и назначен на длъжността нзаместник-началник на отбраната, считано от 1 декември 2012 г. На 28 април 2014 г. е освободен от длъжността заместник-началник на отбраната и от военна служба, считано от 30 юни 2014 г.
С указ № 98 от 1 юли 2014 г. контраадмирал Георги Георгиев е награден с орден „За военна заслуга“ първа степен за големите му заслуги за развитието на Българската армия.
Снет на 17 август 2019 г. от запаса поради навършване на пределна възраст за генерали 63 г.

## Военни звания
- Лейтенант (1979)
- Бригаден адмирал, комодор, флотилен адмирал (25 април 2003)
- Контраадмирал (26 април 2007)